# Agylla vestalis
Agylla vestalis là một loài bướm đêm thuộc phân họ Arctiinae, họ Erebidae.